# Rallye Dakar 2022
Die Rallye Dakar 2022  (Saudi Arabia) war die 44. Ausgabe der Rallye Dakar. Sie startete am 1. Januar 2022 in Dschidda mit dem Prolog, der nach Ha'il führte und endete am 14. Januar 2022 in Dschidda.

## Teilnehmer
An der Rallye nahmen insgesamt 409 Teilnehmer – 94 Autos, 144 Motorräder, 56 LKW, 20 Quads sowie 95 Side-by-Side teil. An der Dakar Classic nahmen 142 Fahrzeuge teil.
2022 startete Audi Sport Q Motorsport erstmals mit einem elektrifizierten Antrieb, dem Hybrid-Fahrzeug RS Q e-tron E1 mit Benzin-Range-Extender bei der Rallye Dakar. Als Fahrer wurden Carlos Sainz senior, Stéphane Peterhansel und Mattias Ekström verpflichtet. Die drei eingesetzten Fahrzeuge belegten in der Gesamtwertung am Ende jeweils den 9., den 12. und den 59. Platz.
Toyota brachte 2022 erstmals den neuen Hilux GR DKR  an den Start, mit dem Nasser Al-Attiyah die Rallye gewann.
Mit dem 816 PS starken H2 Racing Truck des französischen LKW-Herstellers Gaussin, trat erstmals ein Renn-LKW mit Wasserstoff-Brennstoffzellenantrieb zur Dakar an. Da das Fahrzeug mit einer 80 kg Tankfüllung Wasserstoff und geladenen Akkus nur eine Strecke von maximal 250 km zurücklegen kann, gilt es als Vorführmodell und fuhr nur einzelne kurze Abschnitte der Rallye, außerhalb der Wertung.

## Zwischenfälle
Kurz vor dem Start der Rallye wurde am 30. Dezember 2021 das mit fünf Personen besetzte Fahrzeug des französischen Fahrers Philippe Boutron nach dem Verlassen des Hotels in Dschidda durch eine Explosion plötzlich gestoppt. Boutron wurde dabei schwer verletzt. Die örtliche Polizei schloss einen kriminellen Hintergrund nicht aus, das saudische Innenministerium vermeldete auf Twitter hingegen, dass es sich um einen Unfall handele und ein krimineller Verdacht nicht bestünde. Da die saudischen Behörden einen Anschlag nicht ausschließen konnten, wurden die Sicherheitsvorkehrungen an der gesamten Strecke sowie für Hotels und Biwaks erheblich verstärkt und das französische Außenministerium rief in seinen Reisehinweisen zu maximaler Wachsamkeit auf. Am 4. Januar 2022 leitete die französische Antiterror-Staatsanwaltschaft Parquet national antiterroriste ein Ermittlungsverfahren wegen mehrerer versuchter Tötungen im Zusammenhang mit einer terroristischen Vereinigung ein. Im Rahmen der Ermittlungen stellte der französische Geheimdienst Direction générale de la sécurité intérieure (DGSI) fest, dass das Fahrzeug mit einer improvisierten Sprengvorrichtung angegriffen wurde.
Am 31. Dezember wurde ein weiteres Fahrzeug vor dem Start der 1. Etappe von Dschidda nach Ha'il angegriffen. Der Fahrer des Assistenz-LKW der italienischen Fahrerin Camelia Liparoti vernahm eine Explosion und danach schlugen Flammen aus der Mitte des Fahrzeugs. Auf der Rücküberführung des Fahrzeugwracks nach Italien, wurde es, während der Durchfahrt durch Frankreich, von Ermittlern des DGSI untersucht. Die Ermittler fanden in der Fahrerkabine Einschlagsmarken von Metallkugeln und weitere Hinweise, aus denen hervorgeht, dass das Fahrzeug ebenfalls mit einer improvisierten Sprengvorrichtung angegriffen wurde. Der französische DGSI leitete seine Erkenntnisse an die italienische Direzione nazionale antimafia e antiterrorismo für weitere Ermittlungen weiter.
Nach den beiden Angriffen verschärfte das französische Außenministerium die Reisehinweise für Saudi-Arabien. Der französische Außenminister empfahl im Januar 2022 den Abbruch der Rallye, das französische Außenministerium rief zeitgleich zu maximaler Wachsamkeit auf und warnte im Juni 2022 vor Reisen nach Saudi-Arabien und der Teilnahme an der Rallye Dakar 2023. Die Teilnahme erfolge 2023 auf eigene Gefahr.
Am 14. Januar 2022 verstarb der französische Mechaniker Quentin Lavalee nach einem Unfall mit einem einheimischen LKW gegen 11:30 Uhr Ortszeit auf einer Unterstützungsroute, sein belgischer Beifahrer Maxime Frere wurde verletzt.

## Route
Die Strecke von Ha'il über Riad nach Dschidda, mit 4148 km Sonderprüfungen und 4275 km Verbindungsetappen, führte zum dritten Mal durch Saudi-Arabien. Im Gegensatz zu vorherigen Dakar-Editionen sollte sie 2022 in wesentlichen Teilen aus Sandpassagen bestehen, die in der größten Sandwüste der Erde, der Rub al-Chali, gefahren werden sollten. Die Amaury Sport Organisation änderte aber kurzfristig einen Monat vor dem Start die Route, so dass die Rub al-Chali nicht durchfahren wurde.

## Etappen
| Etappe  | Datum      | Start            | Ziel             | Etappenlänge | Etappenlänge | Etappenlänge | Sieger                       | Sieger            | Sieger               | Sieger                   | Sieger                    | Sieger           | Sieger           | Sieger                |
| Etappe  | Datum      | Start            | Ziel             | Liaison      | Wertung      | Gesamt       | Motorrad                     | Quad              | Auto                 | Proto                    | Side by Side              | Lkw              | Open             | Dakar Classic         |
| ------- | ---------- | ---------------- | ---------------- | ------------ | ------------ | ------------ | ---------------------------- | ----------------- | -------------------- | ------------------------ | ------------------------- | ---------------- | ---------------- | --------------------- |
| 1A      | 1. Januar  | Dschidda         | Ha'il            | 595          | 19           | 614          | Daniel Sanders               | Manuel Andújar    | Nasser Al-Attiyah    | Seth Quintero            | Marek Goczał              | Eduard Nikolajew | Gerard Tramoni   | Yannick Panagiotis    |
| 1B      | 2. Januar  | Ha'il            | Ha'il            | 181          | 333          | 514          | Daniel Sanders               | Laisvydas Kancius | Nasser Al-Attiyah    | Seth Quintero            | Aron Domżała              | Dmitri Sotnikow  | Gerard Tramoni   | Xavier Piña Garnatcha |
| 2       | 3. Januar  | Ha'il            | Al-Artawiya      | 453          | 338          | 791          | Joan Barreda Bort            | Manuel Andújar    | Sébastien Loeb       | Guillaume de Mevius      | Austin Jones              | Andrei Karginow  | Gerard Tramoni   | Xavier Piña Garnatcha |
| 3       | 4. Januar  | Al-Artawiya      | Al Qaysumah      | 381          | 255          | 636          | Joaquim Rodrigues            | Pablo Copetti     | Carlos Sainz senior  | Seth Quintero            | Marek Goczał              | Dmitri Sotnikow  | Gerard Tramoni   | Kilian Revuelta       |
| 4       | 5. Januar  | Al Qaysumah      | Riad             | 242          | 465          | 707          | Joan Barreda Bort            | Manuel Andújar    | Nasser Al-Attiyah    | Seth Quintero            | Michael Goczał            | Eduard Nikolajew | Gerard Tramoni   | Jesús Fuster Pliego   |
| 5       | 6. Januar  | Riad             | Riad             | 216          | 421          | 637          | Danilo Petrucci              | Alexandre Giroud  | Henk Lategan         | Seth Quintero            | Rodrigo Luppi de Oliveira | Andrei Karginow  | Gerard Tramoni   | Xavier Piña Garnatcha |
| 6       | 7. Januar  | Riad             | Riad             | 214          | 348          | 562          | Daniel Sanders               | Alexander Maximow | Orlando Terranova    | Seth Quintero            | Marek Goczał              | Andrei Karginow  | Gerard Tramoni   | Serge Mogno           |
|         |            |                  |                  |              |              |              |                              |                   |                      |                          |                           |                  |                  |                       |
| Ruhetag | 8. Januar  | Zwischenergebnis | Zwischenergebnis | 2282         | 2179         | 4461         |                              |                   |                      |                          |                           |                  |                  |                       |
|         |            |                  |                  |              |              |              |                              |                   |                      |                          |                           |                  |                  |                       |
| 7       | 9. Januar  | Riad             | Ad-Dawadimi      | 299          | 402          | 701          | Jose Ignacio Cornejo Florimo | Marcelo Medeiros  | Sébastien Loeb       | Seth Quintero            | Aron Domżała              | Anton Schibalow  | Gerard Tramoni   | Xavier Piña Garnatcha |
| 8       | 10. Januar | Ad-Dawadimi      | Wadi ad-Dawasir  | 435          | 395          | 830          | Sam Sunderland               | Alexandre Giroud  | Mattias Ekström      | Seth Quintero            | Marek Goczał              | Dmitri Sotnikow  | Mohamad Altwijri | Jesús Fuster Pliego   |
| 9       | 11. Januar | Wadi ad-Dawasir  | Wadi ad-Dawasir  | 204          | 287          | 491          | Jose Ignacio Cornejo Florimo | Pablo Copetti     | Giniel de Villiers   | Seth Quintero            | Marek Goczał              | Eduard Nikolajew | Gerard Tramoni   | Amy Lerner            |
| 10      | 12. Januar | Wadi ad-Dawasir  | Bischa           | 384          | 375          | 759          | Toby Price                   | Marcelo Medeiros  | Stéphane Peterhansel | Seth Quintero            | Rokas Baciuška            | Dmitri Sotnikow  | Mohamad Altwijri | Xavier Piña Garnatcha |
| 11      | 13. Januar | Bischa           | Bischa           | 155          | 346          | 501          | Kevin Benavides              | Marcelo Medeiros  | Carlos Sainz senior  | Seth Quintero            | Marek Goczał              | Eduard Nikolajew | Gerard Tramoni   | Jerome Galpin         |
| 12      | 14. Januar | Bischa           | Dschidda         | 516          | 164          | 680          | Pablo Quintanilla            | Francisco Moreno  | Henk Lategan         | Seth Quintero            | Rokas Baciuška            | Dmitri Sotnikow  | Gerard Tramoni   | Juan Roura Iglesias   |
|         |            |                  |                  |              |              |              |                              |                   |                      |                          |                           |                  |                  |                       |
| ZIEL    | 14. Januar | Gesamtergebnis   | Gesamtergebnis   | 4275         | 4148         | 8423         | Sam Sunderland               | Alexandre Giroud  | Nasser Al-Attiyah    | Francisco López Contardo | Austin Jones              | Dmitri Sotnikow  | Gerard Tramoni   | Serge Mogno           |

## Endwertung

### Motorräder
|    | Fahrer            | Fahrzeug       |
| -- | ----------------- | -------------- |
| 1. | Sam Sunderland    | GasGas 450R    |
| 2. | Pablo Quintanilla | Honda CRF 450R |
| 3. | Matthias Walkner  | KTM 450R       |

### Quads
|    | Fahrer           | Fahrzeug           |
| -- | ---------------- | ------------------ |
| 1. | Alexandre Giroud | Yamaha YFZ 700R    |
| 2. | Francisco Moreno | Yamaha Raptor 700R |
| 3. | Kamil Wiśniewski | Yamaha Raptor 700R |

### PKW
|    | Fahrer            | Fahrzeug               |
| -- | ----------------- | ---------------------- |
| 1. | Nasser Al-Attiyah | Toyota Hilux GR DKR    |
| 2. | Sébastien Loeb    | Prodrive Hunter        |
| 3. | Yazeed Al-Rajhi   | Toyota Hilux Overdrive |

### Proto
|    | Fahrer                     | Fahrzeug            |
| -- | -------------------------- | ------------------- |
| 1. | Francisco López Contardo   | Can-Am Maverick XRS |
| 2. | Sebastian Eriksson         | Can-Am Maverick X3  |
| 3. | Cristina Gutiérrez Herrero | OT3                 |

### Side-by-Side
|    | Fahrer         | Fahrzeug            |
| -- | -------------- | ------------------- |
| 1. | Austin Jones   | Can-Am Maverick XRS |
| 2. | Gerard Farrés  | Can-Am Maverick XRS |
| 3. | Rokas Baciuška | Can-Am Maverick XRS |

### LKW
|    | Fahrer           | Fahrzeug    |
| -- | ---------------- | ----------- |
| 1. | Dmitri Sotnikow  | KAMAZ 43509 |
| 2. | Eduard Nikolajew | KAMAZ 43509 |
| 3. | Anton Schibalow  | KAMAZ 43509 |

### Open
|    | Fahrer           | Fahrzeug            |
| -- | ---------------- | ------------------- |
| 1. | Gerard Tramoni   | Can-Am Oryx Sadev   |
| 2. | Andrew Wicklow   | Bowler Bulldog      |
| 3. | Mohamad Altwijri | Toyota Land Cruiser |

### Dakar Classic
|    | Fahrer              | Fahrzeug                   |
| -- | ------------------- | -------------------------- |
| 1. | Serge Mogno         | Toyota Land Cruiser HDJ 80 |
| 2. | Arnaud Euvrard      | Mercedes-Benz M-Klasse     |
| 3. | Jesús Fuster Pliego | Mercedes G 320             |